# Vital (album)
Pour les articles homonymes, voir Vital.
Albums de Van der Graaf
The Quiet Zone/The Pleasure Dome
(1977) Present
(2005)
Vital est le premier album live du groupe de rock progressif britannique Van der Graaf Generator (rebaptisé Van der Graaf), enregistré en janvier 1978 et sorti en juillet de la même année. Le groupe se sépare entre l'enregistrement et la parution de l'album ; il ne se reformera qu'en 2005.

## Titres
Toutes les chansons sont de Peter Hammill, sauf indication contraire.

### Face 1
1. Ship of Fools – 6:43
2. Still Life – 9:42
3. Last Frame – 9:02

### Face 2
1. Mirror Images – 5:50
2. Medley: A Plague of Lighthouse Keepers / Sleepwalkers – 13:41

### Face 3
1. Pioneers Over c. (Hammill, Jackson) – 17:00
2. Sci-Finance – 6:16

### Face 4
1. Door – 6:00
2. Urban / Killer / Urban – 8:20
3. Nadir's Big Chance – 7:00

## Musiciens
- Peter Hammill : chant, guitare, piano
- Nic Potter : basse
- Graham Smith : violon
- David Jackson : saxophone, flûte (4-7)
- Charles Dickie : violoncelle, piano électrique, synthétiseur
- Guy Evans : batterie